# Шуйский район
Шу́йский райо́н — административно-территориальная единица (район) и муниципальное образование (муниципальный район) в центре Ивановской области России.
Административный центр — город Шуя (в состав района не входит).

## География
Расположен в центральной части Ивановской области, к юго-востоку от областного центра, города Иваново.
Площадь района — 1065 км².

## История
Шуйский район образован 14 января 1929 года в составе Шуйского округа Ивановской Промышленной области. В него вошла большая часть территории бывшего Шуйского уезда Иваново-Вознесенской губернии. 11 марта 1936 года Шуйский район вошёл в состав вновь образованной Ивановской области.
На 1 декабря 1955 года в район входили рабочий посёлок Колобово и 17 сельсоветов: Аистовский, Афанасьевский, Богородский, Васильевский, Гнездиловский, Дроздовский, Дуниловский, Змеевский, Ивонинский, Китовский, Клочковский, Колобовский, Милюковский, Перемиловский, Семейкинский, Харитоновский, Чернцкий. 13 апреля 1960 года к району причислен Дорожаевский сельсовет Савинского района.
1 февраля 1963 года район был реорганизован в Шуйский сельский район, к нему был присоединен Савинский район, Дягильковский и Хозниковский сельсоветы Лежневского района. 27 марта 1964 года упразднены Дроздовский и Богородский сельсоветы. 13 января 1965 года Шуйский сельский район преобразован в район в составе: рабочих посёлков Новые Горки и Колобово, а также сельских советов: Аистовского, Афанасьевского, Васильевского, Гнездиловского, Дорожаевского, Дуниловского, Дягильковского, Змеевского, Ивонинского, Китовского, Клочковского, Колобовского, Милюковского, Перемиловского, Семейкинского, Харитоновского, Хозниковского, Чернцкого. В декабре 1975 года ликвидирован Ивонинский сельсовет. 2 ноября 1983 года переименованы сельсоветы Аистовский — в Михалковский, Чернцкий — во Введенский, Дягильковский — в Новогорковский. 28 августа 1985 года в состав восстановленного Лежневского района переданы рабочий посёлок Новые Горки и сельсоветы: Новогоркинский и Хозниковский. 19 декабря 1985 года переименован Гнездиловский сельсовет в Михалёвский.
На 1 января 2001 года в состав района входили рабочий посёлок Колобово и 15 сельсоветов: Афанасьевский, Васильевский, Введенский, Дорожаевский, Дуниловский, Змеевский, Китовский, Клочковский, Колобовский, Милюковский, Михалёвский, Михалковский, Перемиловский, Семейкинский, Харитоновский.
В 2005 году в рамках организации местного самоуправления был образован муниципальный район.

## Население
| 1939    | 1959    | 1970    | 1979    | 1989    | 2002    | 2009    | 2010    | 2011    |
| ------- | ------- | ------- | ------- | ------- | ------- | ------- | ------- | ------- |
| 45 591  | ↘31 337 | ↗33 631 | ↘23 679 | ↗24 620 | ↘23 660 | ↘23 139 | ↘21 682 | ↘21 652 |
| 2012    | 2013    | 2014    | 2015    | 2016    | 2017    | 2018    | 2019    | 2020    |
| ↗21 791 | ↗21 812 | ↗21 949 | ↗22 011 | ↘21 921 | ↘21 841 | ↘21 619 | ↘21 333 | ↘20 984 |
| 2021    |         |         |         |         |         |         |         |         |
| ↘20 111 |         |         |         |         |         |         |         |         |

### Урбанизация
Городское население (пгт Колобово) составляет  11,87 % населения района.
Районный центр, город Шуя, находящийся в центральной части района, в него не входит.

### Национальный состав
По итогам переписи населения 2020 года проживали следующие национальности (национальности менее 0,1 % и другое, см. в сноске к строке «Другие»):
| Национальность | Численность, чел. | Доля     |
| -------------- | ----------------- | -------- |
| Русские        | 18 615            | 92,56 %  |
| Цыгане         | 146               | 0,73 %   |
| Армяне         | 128               | 0,64 %   |
| Азербайджанцы  | 94                | 0,47 %   |
| Узбеки         | 74                | 0,37 %   |
| Татары         | 54                | 0,27 %   |
| Украинцы       | 50                | 0,25 %   |
| Киргизы        | 37                | 0,18 %   |
| Таджики        | 31                | 0,15 %   |
| Чуваши         | 24                | 0,12 %   |
| Другие         | 858               | 4,26 %   |
| Итого          | 20 111            | 100,00 % |

## Муниципально-территориальное устройство
В муниципальный район входят 8 муниципальных образований, в том числе 1 городское и 7 сельских поселений.
| № | Муниципальное образование        | Административный центр | Количество населённых пунктов | Население (чел.) | Площадь (км²) |
| - | -------------------------------- | ---------------------- | ----------------------------- | ---------------- | ------------- |
| 1 | Колобовское городское поселение  | пгт Колобово           | 24                            | ↘3364            | 60,88         |
| 2 | Афанасьевское сельское поселение | село Афанасьевское     | 13                            | ↘1649            | 94,01         |
| 3 | Васильевское сельское поселение  | село Васильевское      | 31                            | ↘2199            | 131,15        |
| 4 | Введенское сельское поселение    | село Введенье          | 19                            | ↘1805            | 110,95        |
| 5 | Китовское сельское поселение     | село Китово            | 12                            | ↗3307            | 109,99        |
| 6 | Остаповское сельское поселение   | деревня Остапово       | 32                            | ↘3240            | 154,97        |
| 7 | Перемиловское сельское поселение | деревня Перемилово     | 17                            | ↘1153            | 109,67        |
| 8 | Семейкинское сельское поселение  | деревня Филино         | 10                            | ↗3394            | 116,47        |

## Населённые пункты
В Шуйском районе 158 населённых пунктов, в том числе 1 городской (пгт) и 157 сельских.
| №   | Населённый пункт    | Тип     | Население | Муниципальное образование        |
| --- | ------------------- | ------- | --------- | -------------------------------- |
| 1   | Абрамово            | деревня | ↘10       | Семейкинское сельское поселение  |
| 2   | Авдеево             | деревня | ↘26       | Васильевское сельское поселение  |
| 3   | Аистово             | деревня | ↘42       | Васильевское сельское поселение  |
| 4   | Алёшево             | деревня | 20        | Остаповское сельское поселение   |
| 5   | Анфимово            | деревня | ↘15       | Семейкинское сельское поселение  |
| 6   | Арефино             | деревня | ↗234      | Афанасьевское сельское поселение |
| 7   | Аристово            | деревня | ↘41       | Колобовское городское поселение  |
| 8   | Артемово            | деревня | ↘4        | Колобовское городское поселение  |
| 9   | Афанасьевское       | село    | ↗524      | Афанасьевское сельское поселение |
| 10  | Баламутово          | деревня | ↘2        | Остаповское сельское поселение   |
| 11  | Банево              | деревня | ↘9        | Остаповское сельское поселение   |
| 12  | Бильдюхино          | деревня | ↘172      | Остаповское сельское поселение   |
| 13  | Блудницыно          | деревня | ↘4        | Васильевское сельское поселение  |
| 14  | Борячиха            | деревня | ↘4        | Перемиловское сельское поселение |
| 15  | Брылиха             | деревня | ↘3        | Китовское сельское поселение     |
| 16  | Василево            | деревня | ↘8        | Колобовское городское поселение  |
| 17  | Васильевское        | село    | ↗1110     | Васильевское сельское поселение  |
| 18  | Введенье            | село    | ↗521      | Введенское сельское поселение    |
| 19  | Векино              | деревня | ↘2        | Колобовское городское поселение  |
| 20  | Вихрево             | деревня | ↘12       | Васильевское сельское поселение  |
| 21  | Власьево            | деревня | ↘6        | Васильевское сельское поселение  |
| 22  | Власьево            | деревня | ↘0        | Введенское сельское поселение    |
| 23  | Воронеж             | деревня | ↘40       | Перемиловское сельское поселение |
| 24  | Высоково            | деревня | ↘34       | Китовское сельское поселение     |
| 25  | Высоково            | деревня | ↘0        | Остаповское сельское поселение   |
| 26  | Высоково            | деревня | ↘12       | Перемиловское сельское поселение |
| 27  | Гари                | деревня | ↘5        | Афанасьевское сельское поселение |
| 28  | Гнездилово          | деревня | 151       | Семейкинское сельское поселение  |
| 29  | Горицы              | село    | ↘109      | Введенское сельское поселение    |
| 30  | Горяново            | деревня | ↘18       | Китовское сельское поселение     |
| 31  | Гришуково           | деревня | ↘0        | Васильевское сельское поселение  |
| 32  | Гумнищи             | деревня | ↘1        | Семейкинское сельское поселение  |
| 33  | Дворишки Большие    | деревня | ↘18       | Перемиловское сельское поселение |
| 34  | Декрино             | деревня | ↘9        | Введенское сельское поселение    |
| 35  | Дорожаево           | село    | ↘76       | Колобовское городское поселение  |
| 36  | Дунилово            | село    | ↘581      | Введенское сельское поселение    |
| 37  | Егорий              | село    | ↘13       | Остаповское сельское поселение   |
| 38  | Елизарово           | деревня | ↘93       | Китовское сельское поселение     |
| 39  | Жизнево             | деревня | ↘1        | Васильевское сельское поселение  |
| 40  | Запрудново          | деревня | ↘18       | Колобовское городское поселение  |
| 41  | Затхлино            | деревня | ↘6        | Колобовское городское поселение  |
| 42  | Захарово            | деревня | ↘75       | Введенское сельское поселение    |
| 43  | Зелёный Бор         | село    | 314       | Остаповское сельское поселение   |
| 44  | Зименки             | село    | ↘100      | Колобовское городское поселение  |
| 45  | Змеево              | деревня | ↘210      | Остаповское сельское поселение   |
| 46  | Иваково             | деревня | ↘1        | Введенское сельское поселение    |
| 47  | Иванцево            | деревня | ↘118      | Васильевское сельское поселение  |
| 48  | Ивашково            | деревня | ↘0        | Остаповское сельское поселение   |
| 49  | Ивонино             | деревня | ↘29       | Перемиловское сельское поселение |
| 50  | Ильинское           | село    | ↘0        | Семейкинское сельское поселение  |
| 51  | Исаково             | деревня | ↘60       | Колобовское городское поселение  |
| 52  | Камешково           | деревня | ↘39       | Остаповское сельское поселение   |
| 53  | Качалово            | деревня | ↗331      | Перемиловское сельское поселение |
| 54  | Китово              | село    | ↗3054     | Китовское сельское поселение     |
| 55  | Клещёвка            | деревня | ↗143      | Остаповское сельское поселение   |
| 56  | Кличево             | деревня | ↘3        | Васильевское сельское поселение  |
| 57  | Клочково            | деревня | ↗332      | Остаповское сельское поселение   |
| 58  | Княжево             | деревня | ↘11       | Остаповское сельское поселение   |
| 59  | Колобово            | деревня | ↘16       | Афанасьевское сельское поселение |
| 60  | Колобово            | пгт     | ↗2387     | Колобовское городское поселение  |
| 61  | Кондратцево         | деревня | ↘1        | Колобовское городское поселение  |
| 62  | Коровино            | деревня | ↘21       | Перемиловское сельское поселение |
| 63  | Косячево            | деревня | ↘10       | Остаповское сельское поселение   |
| 64  | Кочнево             | деревня | ↘106      | Афанасьевское сельское поселение |
| 65  | Кощеево             | деревня | ↘12       | Введенское сельское поселение    |
| 66  | Крапивново          | деревня | ↘8        | Остаповское сельское поселение   |
| 67  | Красноармейское     | село    | ↘41       | Остаповское сельское поселение   |
| 68  | Крохино Новое       | деревня | ↘36       | Васильевское сельское поселение  |
| 69  | Кудряково           | деревня | ↘42       | Афанасьевское сельское поселение |
| 70  | Кузнецово           | село    | ↘75       | Васильевское сельское поселение  |
| 71  | Курьяниново         | деревня | ↘25       | Колобовское городское поселение  |
| 72  | Ладыгино            | деревня | ↘28       | Колобовское городское поселение  |
| 73  | Ладыгино            | станция | 15        | Колобовское городское поселение  |
| 74  | Лазарево            | деревня | ↘13       | Васильевское сельское поселение  |
| 75  | Лекунино            | деревня | ↘6        | Введенское сельское поселение    |
| 76  | Леньково            | деревня | ↘4        | Афанасьевское сельское поселение |
| 77  | Летнево             | деревня | ↘0        | Васильевское сельское поселение  |
| 78  | Липняги             | деревня | ↘0        | Васильевское сельское поселение  |
| 79  | Литвинцево          | деревня | ↘29       | Васильевское сельское поселение  |
| 80  | Ломки               | деревня | ↘0        | Остаповское сельское поселение   |
| 81  | Ломы                | деревня | 0         | Васильевское сельское поселение  |
| 82  | Мазалово            | деревня | ↘24       | Колобовское городское поселение  |
| 83  | Маклаково           | деревня | ↘10       | Колобовское городское поселение  |
| 84  | Максимиха           | деревня | ↘1        | Остаповское сельское поселение   |
| 85  | Максимцево          | деревня | ↘0        | Афанасьевское сельское поселение |
| 86  | Марково             | деревня | ↘14       | Семейкинское сельское поселение  |
| 87  | Меньщиково          | деревня | ↘37       | Васильевское сельское поселение  |
| 88  | Мизгино             | деревня | ↘8        | Введенское сельское поселение    |
| 89  | Милюковка           | деревня | ↗331      | Остаповское сельское поселение   |
| 90  | Михалево            | деревня | 108       | Васильевское сельское поселение  |
| 91  | Михалево            | деревня | ↘152      | Семейкинское сельское поселение  |
| 92  | Михалково           | деревня | ↗252      | Васильевское сельское поселение  |
| 93  | Мотово              | деревня | ↘6        | Васильевское сельское поселение  |
| 94  | Мягково             | деревня | ↘73       | Колобовское городское поселение  |
| 95  | Никитинское         | деревня | ↘95       | Васильевское сельское поселение  |
| 96  | Никульниково        | деревня | ↘7        | Перемиловское сельское поселение |
| 97  | Новая               | деревня | ↘76       | Остаповское сельское поселение   |
| 98  | Овинново            | деревня | ↘0        | Васильевское сельское поселение  |
| 99  | Овсянниково         | деревня | ↘5        | Введенское сельское поселение    |
| 100 | Одинцово            | деревня | ↘63       | Перемиловское сельское поселение |
| 101 | Озерково            | деревня | ↘29       | Перемиловское сельское поселение |
| 102 | Орлово              | деревня | ↘21       | Остаповское сельское поселение   |
| 103 | Остапово            | деревня | ↗809      | Остаповское сельское поселение   |
| 104 | Павлюково           | деревня | ↘30       | Афанасьевское сельское поселение |
| 105 | Палкино             | деревня | ↘16       | Китовское сельское поселение     |
| 106 | Пантелеево          | деревня | ↘5        | Перемиловское сельское поселение |
| 107 | Панютино            | деревня | ↘5        | Введенское сельское поселение    |
| 108 | Паршигино           | деревня | ↘70       | Остаповское сельское поселение   |
| 109 | Перевесново         | деревня | ↘35       | Остаповское сельское поселение   |
| 110 | Перемилово          | деревня | ↗452      | Перемиловское сельское поселение |
| 111 | Петрилово           | деревня | ↘26       | Китовское сельское поселение     |
| 112 | Плехово             | деревня | ↘13       | Остаповское сельское поселение   |
| 113 | Польки              | деревня | ↘6        | Остаповское сельское поселение   |
| 114 | Поповское           | деревня | ↘1        | Введенское сельское поселение    |
| 115 | Поречье             | деревня | ↘2        | Васильевское сельское поселение  |
| 116 | Прилив              | деревня | 502       | Перемиловское сельское поселение |
| 117 | Пустошь             | село    | ↘662      | Афанасьевское сельское поселение |
| 118 | Пырьевка            | деревня | ↘3        | Перемиловское сельское поселение |
| 119 | Репино              | деревня | ↘3        | Васильевское сельское поселение  |
| 120 | Русилово            | деревня | ↘25       | Китовское сельское поселение     |
| 121 | Себерна             | деревня | ↘13       | Колобовское городское поселение  |
| 122 | Севастьяново        | деревня | ↘13       | Афанасьевское сельское поселение |
| 123 | Семейкино           | деревня | ↗454      | Семейкинское сельское поселение  |
| 124 | Семёново            | деревня | ↘17       | Остаповское сельское поселение   |
| 125 | Семиново            | деревня | ↘4        | Введенское сельское поселение    |
| 126 | Семухино            | деревня | ↘4        | Введенское сельское поселение    |
| 127 | Сенино              | деревня | ↘2        | Колобовское городское поселение  |
| 128 | Сенниково           | деревня | ↘64       | Перемиловское сельское поселение |
| 129 | Сергеево            | село    | ↗507      | Остаповское сельское поселение   |
| 130 | Середнево Большое   | деревня | ↘16       | Васильевское сельское поселение  |
| 131 | Скоморохово         | деревня | ↘3        | Васильевское сельское поселение  |
| 132 | Слободка            | деревня | ↘28       | Китовское сельское поселение     |
| 133 | Станки              | деревня | ↘0        | Васильевское сельское поселение  |
| 134 | Студенцы            | село    | ↘27       | Колобовское городское поселение  |
| 135 | Стяжково            | деревня | ↘15       | Перемиловское сельское поселение |
| 136 | Тепляково           | деревня | ↘78       | Афанасьевское сельское поселение |
| 137 | Торопиха            | деревня | ↘2        | Перемиловское сельское поселение |
| 138 | Трутнево            | деревня | ↘54       | Китовское сельское поселение     |
| 139 | Трясцыно            | деревня | ↘3        | Введенское сельское поселение    |
| 140 | Уткино              | деревня | ↘0        | Васильевское сельское поселение  |
| 141 | Фатеево             | деревня | ↘0        | Колобовское городское поселение  |
| 142 | Фатьяново           | деревня | ↘20       | Китовское сельское поселение     |
| 143 | Федорково           | деревня | ↘0        | Введенское сельское поселение    |
| 144 | Федотово            | деревня | ↘7        | Колобовское городское поселение  |
| 145 | Филатовка           | деревня | ↘10       | Афанасьевское сельское поселение |
| 146 | Филино              | деревня | ↗2897     | Семейкинское сельское поселение  |
| 147 | Харитоново          | деревня | ↘241      | Остаповское сельское поселение   |
| 148 | Центральный         | село    | 515       | Колобовское городское поселение  |
| 149 | Чащево              | деревня | ↘15       | Остаповское сельское поселение   |
| 150 | Чернево             | деревня | ↘5        | Введенское сельское поселение    |
| 151 | Чернцы              | село    | ↗496      | Введенское сельское поселение    |
| 152 | Чернышево           | деревня | ↘4        | Колобовское городское поселение  |
| 153 | Черняткино          | деревня | ↘24       | Остаповское сельское поселение   |
| 154 | Чечкино-Богородское | село    | ↘93       | Васильевское сельское поселение  |
| 155 | Чижово              | деревня | ↗276      | Васильевское сельское поселение  |
| 156 | Юркино              | деревня | ↘7        | Китовское сельское поселение     |
| 157 | Якиманна            | деревня | ↘27       | Семейкинское сельское поселение  |
| 158 | Якушево             | деревня | ↘51       | Остаповское сельское поселение   |

Упразднённые населённые пункты:
- 2004 год — деревни Горлицыно, Новки, Пшеничново, Орлиха[25].

## Археология
Под городом Шуей на реке Тезе (левый приток Клязьмы) находится Змеевский могильник, в котором обнаружены погребения фатьяновской культуры
В 90 км к северо-востоку от Суздаля, за пределами Владимирско-Юрьевского Ополья, на реке Тезе находится древнерусское однослойное селище второй половины X—XII века Клочково 2. Открыто в 1984 году П. Н. Травкиным. Площадь селища — 0,5 га. На селище Клочково 2 зафиксированы девять схем, использовавшихся при изготовлении предметов из железа и стали.

## Знаменитые уроженцы
- Кораблёв, Константин Иванович — Герой Советского Союза, родился в деревне Овсянниково
- Семеновский, Константин Сергеевич — русский советский поэт.